# 中学・高校バスケットボール
中学・高校バスケットボール（ちゅうがく・こうこうバスケットボール）は、かつて白夜書房より発行されていたバスケットボール専門誌である。略称は「ちこバス」。

## 概要
2006年1月25日にムックとして創刊された「中学バスケットボール」から、2007年11月に改題。2009年1月には、創刊3周年を記念した初の総集編が発売された。
主な内容はJBL・WJBL・bjリーグ所属選手による技術解説や、強豪校の指導者による練習メニューの紹介。専門用語を噛み砕く、図や写真を多用する、携帯電話から動画を配信するといった初心者への配慮を徹底し、とにかくわかりやすい作りが最大の特徴。月刊バスケットボールやバスケットボールマガジンといった先行誌が扱ってこなかった、中学生・高校生プレイヤーのための技術雑誌というジャンルを確立した。小学生や指導者からの支持も高かった。